# Johann Schencking (Domherr, † nach 1602)
Johann Schencking (* unbekannt; † unbekannt) war Domherr in Münster.

## Leben
Johann Schencking entstammte dem münsterischen Erbmännergeschlecht Schenckinck. Die Schenckings und die anderen Patrizierfamilien Münsters stellte jahrhundertelang die Mitglieder des Stadtrats, Bürgermeister und Stadtrichter. Etwa Mitte des 16. Jahrhunderts wechselten die Erbmännerfamilien in den Landadel über. Diese Tatsache war für den Zutritt zum Domkapitel von Bedeutung, denn über Jahrhunderte hinweg wurde den Bewerbern aus den Erbmännerfamilien, so auch dem Domherrn Johann Schencking, der Besitz einer Dompräbende streitig gemacht. Johann war der Sohn des Godeke Schencking zu Bevern und dessen Gemahlin Anna von Valke zu Venhaus und gehörte zum Landadel. Johann erhielt im Jahre 1586 eine münstersche Dompräbende und wurde am 10. Juni 1593 emanzipiert. Die Niederen Weihen empfing er am 21. Dezember 1599.
Im Jahre 1601 stiftete er eine Stephansfigur im nordöstlichen Querschiff des Doms zu Münster mit dem elterlichen Wappen. Am 1. Juni 1602 verzichtete Johann zu Händen des Turnars und heiratete Elisabeth von Neuhoff zu Neuhoff.
Sein gleichnamiger Bruder Johann war in den Jahren 1626 bis 1634 Domherr in Münster.